# Теорема Новикова о компактном слое
Теорема Новикова о компактном слое:
Двумерное слоение на трехмерном многообразии с нестягиваемой универсальной накрывающей имеет компактный слой.

## Теорема Новикова о компактном слое на сфереS3{\displaystyle S^{3}}
Теорема: Гладкое двумерное слоение на сфере {\displaystyle S^{3}} имеет компактный слой, диффеоморфный тору {\displaystyle T^{2}} и ограничивающий область {\displaystyle D^{2}\times S^{1}} со слоением Риба.
Доказана С. П. Новиковым в 1964 г. До этого Шарль Эресманн высказал гипотезу, что любое гладкое двумерное слоение на {\displaystyle S^{3}} имеет компактный слой, что было справедливо для всех известных тогда примеров. Так, слоение Риба имеет слой, являющийся тором {\displaystyle T^{2}}.

## Теорема Новикова о компактном слое на произвольномM3{\displaystyle M^{3}}
В 1965 году была доказана теорема о компактном слое для произвольного многообразия {\displaystyle M^{3}}:
Теорема: Пусть на замкнутом многообразии {\displaystyle M^{3}} с заданным на нём гладким двумерным слоением {\displaystyle F} выполняется одно из условий:
1. фундаментальная группа {\displaystyle \pi _{1}(M^{3})} конечна,
2. вторая гомотопическая группа {\displaystyle \pi _{2}(M^{3})\neq 0},
3. существует замкнутая трансверсаль, гомотопная нулю,
4. существует слой {\displaystyle L\in F} такой, что отображение {\displaystyle \pi _{1}(L)\to \pi _{1}(M^{3})}, индуцированное включением, имеет нетривиальное ядро.

Тогда {\displaystyle F} имеет компактный слой рода {\displaystyle g\leq 1}. Более того, во всех случаях, кроме случая 2, слоение включает рибовскую компоненту, а в случае 2 либо {\displaystyle F} включает рибовскую компоненту, либо все слои замкнуты и диффеоморфны сферам {\displaystyle S^{2}} или проективным плоскостям {\displaystyle RP^{2}}.
В терминах накрытий эта теорема формулируется следующим образом:
Гладкое двумерное слоение на замкнутом многообразии {\displaystyle M^{3}} с нестягиваемой универсальной накрывающей имеет компактный слой.

## Обобщение на случай негладкого слоения наM3{\displaystyle M^{3}}
В 1965 году теорема Новикова была доказана для слоений класса {\displaystyle C^{\infty }}.
В 1970 году было дано доказательство для класса {\displaystyle C^{2}},
В 1975 году — для слоений класса {\displaystyle C^{1}}.
Наконец, в 1982 году В. Солодов доказал теорему Новикова для слоений класса {\displaystyle C^{0}}. Этот результат тем более интересен, что ещё в 1974 году П. Швейцер в построил примеры {\displaystyle C^{0}}-слоений на сферах {\displaystyle S^{2k+1}}, {\displaystyle k>1}, не имеющих компактных слоев.

## Обобщение теоремы Новикова на сфереS3{\displaystyle S^{3}}на слоения с особенностями
В 1973 году Вагнер рассмотрел слоения коразмерности 1 с морсовскими особенностями (то есть локально устроенными как множества поверхностей уровня функции Морса) на сфере {\displaystyle S^{3}}. Морсовские особенности бывают «сферическими» и «коническими».
Теорема: Пусть слоение имеет s сферических особенностей и с конических.
- Если {\displaystyle s=c}, слоение включает рибовскую компоненту.

- Если {\displaystyle s>c}, то {\displaystyle s=c+2} и у такого слоения общего положения все неособые слои диффеоморфны сфере {\displaystyle S^{2}}.

- Если {\displaystyle s<c}, слоение может не иметь компактных слоев.